# آدا بنجامين
آدا بنجامين (بالإنجليزية: Ada Benjamin) هي عداءة سريعة نيجيرية، ولدت في 18 مايو 1994.

## وصلات خارجية
- آدا بنجامين على موقع الاتحاد الدولي لألعاب القوى (الإنجليزية)
- آدا بنجامين على موقع اتحاد ألعاب الكومنولث (مؤرشف) (الإنجليزية)